# Marie Matějková
Marie Matějková (2. září 1932 – 10. ledna 1981) byla česká a československá politička Komunistické strany Československa, poúnorová poslankyně Národního shromáždění ČSR a později poslankyně České národní rady za normalizace.

## Biografie
V roce 1948 se uvádí jako učitelka, bytem Ostrava-Přívoz.
Ve volbách roku 1948 byla zvolena do Národního shromáždění za KSČ ve volebním kraji Ostrava. V parlamentu zasedala až do konce funkčního období, tedy do voleb v roce 1954.
Ve volbách v roce 1976 byla zvolena do České národní rady. Zde zasedala až do své tragické smrti v lednu 1981.